# Si la tendance se maintient
Si la tendance se maintient est une mini-série humoristique québécoise en cinq épisodes de 45 minutes scénarisée par Martin Forget et diffusée entre le 18 octobre et le 15 novembre 2001 sur le réseau TVA,.

## Fiche technique
- Scénario et idée originale: Martin Forget
- Réalisation : Jean Bourbonnais
- Production: Productions Vendôme II

## Distribution
- Michel Côté : Alain Gagnon
- Maude Guérin : Johanne Gagnon
- Jacques Godin : Robert Sirois
- Emmanuel Bilodeau : Benoît Drapeau
- Guy Nadon : Raymond Goyette
- Chantal Monfils : Catherine Dumas
- Benoît Gouin : Pierre Leblanc
- Jean Dalmain : Paul-Émile Lapointe
- Marthe Turgeon : Hélène Bourgault
- Pierre Legris : Pierre Gélinas
- Claude Prégent : Yvan Boileau
- Gilbert Comtois : Charles-André Dupuis
- Marc Legault : Henri
- Frédérick De Grandpré : Vincent
- Stéphane Demers : Régisseur de nouvelles
- Jean-Pierre Chartrand : Sous-ministre des Affaires autochtones
- Maxim Gaudette : Terroriste #1
- Joël Marin : Terroriste #2
- Hugo Giroux : Terroriste #3
- Claude Préfontaine : Curé
- Micheline Bernard : Francine Boisvert
- Guy Létourneau : Alain
- Pierre Claveau : Ministre des transports
- Yves Langlois : Doublure cascade Alain
- Yves Massicotte : Daniel Gendron, Chef du cabinet
- Louise Rémy : Louise Sirois
- Richard Diabo-Karolakta : Autochtone face-à-face
- Yves F. Simard : Président de l'assemblée
- Flint Eagle : Leader amérindien
- Yvon Roy : Caméraman de Catherine
- Silvio Orvieto : Mike Gallucio
- Lucille Bélair : Vieille dame
- Christian Bégin : Jean-François Dufresne
- Martin Gendron : voleur
- François Caffiaux : attaché politique français

## DVD
La mini-série est disponible en DVD depuis le 5 janvier 2010 par TVA Films.